# Den spanske syge
Den spanske syge (Sygen fra Kansas, USA) var en influenzapandemi fra 1918 til 1920. Flere end 50 millioner døde af den; de 15-18.000 var danskere. Den foregående Første Verdenskrig kostede 'kun' 9 mio. liv. Sygdommen spredtes til store dele af verden: Europa, Nordamerika, Asien, Alaska og øer i Stillehavet og havde dermed karakter af en verdensomspændende epidemi - en såkaldt pandemi. Det er en af de dødeligste epidemier nogensinde.

## Navnets oprindelse
Epidemien fik navnet "den spanske syge", fordi sygdommen - på grund af pressecensur i de krigsførende lande under første verdenskrig - første gang blev rapporteret af nyhedsmedier i det neutrale Spanien. I Spanien var Kong Alfons 13. af Spanien (1886 – 1941) blandt de første smittede, og nyheden om kongens sygdom anses som den første offentlige omtale af sygdommen.

## Udbredelse
Den spanske syge brød ud nogle måneder før afslutningen af 1. verdenskrig (1914-1918). Epidemien opstod med stor sandsynlighed i USA i begyndelsen af 1918. Måske i marts hos rekrutter i øvelseslejren Funston i Kansas. Nogle få uger efter blev en halv million amerikanske soldater sejlet over Atlanterhavet til Vestfronten i Europa. De første sygdomsudbrud i Europa opstod i april 1918 i Bordeaux og Brest, der var Frankrigs hovedhavne for allierede soldater.
Sygdommen udviklede sig i bølger fra 1918 til 1920, og det vurderes, at den tog livet af omkring 50 millioner mennesker. I USA døde 675.000, og kistesnedkerne kunne ikke holde trit med efterspørgslen. I New York blev der rapporteret om mennesker, der følte sig raske, da de gik ned i undergrundsbanen, men som blev båret døde ud. Sygdommen angreb lungerne. Iltmangel gjorde patienterne blå i ansigtet, inden de hostede skummende blod op og blødte fra næse, ører og øjne.  En militærlæge på et sygehus i Massachusetts kaldte det "den værste form for lungebetændelse, der nogensinde er set". To timer efter indlæggelse havde patienten mørke pletter over kindbenene, og et par timer senere begyndte den blå farve at sprede sig fra ørerne ud over hele ansigtet. Døden indtrådte få timer senere.  I 1918 anede ingen, at influenza er en virus.
En stærkt medvirkende faktor i den verdensomspændende influenzaudbredelse var den større rejseaktivitet: moderne transportsystemer gjorde det nemmere for soldater, søfolk og civile at sprede smitten hurtigt til samfund over hele verden.
De massive troppesamlinger og troppebevægelser under første verdenskrig fik sygdommen til at sprede sig, og den større udbredelse fremmede mutation og kan have øget dødeligheden. Nogle forskere mener, at soldaternes immunforsvar var svækket af underernæring og stress, som fulgte af kampe og kemiske angreb, så de var mere modtagelige for smitten.  Alene blandt soldater i USA's ekspeditionskorps i Europa omkom 43.000 - næsten lige så mange, som blev dræbt ved krigshandlinger på de nordfranske slagmarker. Virussen kan have været med til at tippe magtbalancen i den sidste del af krigen, fordi smitten ramte Centralmagterne tidligere og med betydeligt flere sygdomstilfælde og højere dødelighed end de allierede.
Der var ingen vaccination eller lægemidler mod sygdommen, så man forsøgte at begrænse smitten ved at lukke offentlige steder som skoler, teatre og biografer. Mange ofre var i alderen 15 til 45 år. Det afviger fra normale influenzaepidemier, hvor små børn og gamle har den højeste dødelighed.
På Svalbard blev syv, der døde af den spanske syge, gravet op i sommeren 1998. Permafrosten havde bevaret kropsvævet godt nok til, at virussen lod sig analysere. Også i Alaska er der taget vævsprøver; men den virus adskiller sig fra virussen fundet på Svalbard. Der var altså mindst to beslægtede virus i omløb. 

### Danmark
Den spanske syge kom til Danmark i tre bølger. Første bølge kom til Danmark via udlandet i juli 1918, og den klingede af i september 1918. Den var ret mild, men synes at have ramt militærforlægninger særligt hårdt. Der blev anmeldt 80.000 tilfælde af de behandlende læger, hvoraf en del anså den som "Pfeiffer's bacille" snarere end virus, og behandlinger hjalp ikke. Landlæger var begrænset af benzinrationering. Da første bølge klingede af, ansås epidemien for overstået.
Anden bølge varede omtrent fra oktober 1918 til april 1919, hvor omkring 650.000 tilfælde blev anmeldt. Den tredje bølge varede omtrent fra januar til april 1920, hvor 170.000 tilfælde blev registreret. Nødlazaretter blev oprettet. Sundhedsstyrelsen skønnede i 1919, at kun halvdelen af tilfældene var blevet registreret, hvilket indikerer at henved halvdelen af den danske befolkning på 3,1 mio. blev ramt af den spanske syge. Et sted mellem 15.000 og 18.000 danskere døde af den spanske syge, og ca. 80 % af dem var mellem 15 og 45 år gamle. Henved 2/3 af dødsfaldene skete i anden bølge. Da den sidste influenzabølge var klinget af i 1920, var mindst 33 sygeplejersker og 8 elever døde af den spanske syge ifølge dødsannoncerne i Tidsskrift for Sygepleje 1918-20.
Franske og belgiske soldater, der havde været krigsfanger i Tyskland, blev sejlet til Danmark for at komme til hægterne igen. Nogle af dem døde under pandemien og er begravet på Assistens Kirkegård.

### Norge
Dødeligheden var fire gange højere for samer end for resten af den norske befolkning. Sandsynligvis havde samer dårligere nedarvet og oparbejdet immunitet mod influenza, fordi de årlige epidemier ikke nåede ind på Finnmarksvidda. Det gjorde den første runde med spansk syge heller ikke. Dermed var der heller ingen på egnen, der blev immune af den ufarlige variant, men desto hårdere ramt i næste omgang. 
At mennesker var mere vant til smitsomme sygdomme end i dag fremgår af, at Bergens Tidende ikke engang omtalte epidemien i sine årskavalkader for 1918 og 1919. En læge i Bergen fortalte rystet, at han selv i epidemiens sidste måneder ret ofte blev spurgt, om sygdommen virkelig var smitsom. Som sygdomsforebyggelse fik man anbefalet at stikke en glødende strikkepind i en kop tjære og inhalere røgen. Det var under forbudstiden i Norge, og nogen fattede mistanke til alkohol som sygdommens virkelige årsag. En læge havde udskrevet 8.895 recepter på cognac og blev af den grund stillet for retten (han blev frikendt). Det blev foreslået, at giftgas anvendt under verdenskrigen kunne have forgiftet luften også i det fjerntliggende Norge og angrebet folks lunger.

## Sygdomsbeskrivelse og -behandling
Den spanske syge smittede som alle influenzatyper gennem dråber, aerosoler, fra nys, hoste etc., men var særligt tilbøjelig til at fremkalde ondartet lungebetændelse med blødning i lungevævet, svær åndenød, ophostning af blodig slim og endelig svigt af lungefunktionen, så de syge på grund af lav iltmætning i blodet i slutstadiet fik en mørkeblå til sort kulør. Der fandtes ingen helbredende behandling, hverken for virusinfektionen eller den komplicerede lungebetændelse. Der blev alene givet generelle antibakterielle midler og - for at dæmpe symptomerne - febernedsættende, hostestillende, smertestillende, beroligende og alment stimulerende medicin. Influenzavaccine var ikke tilgængelig - den fremkom først i 1930'erne.

### H1N1
Nyere forskning har vist, at den spanske syge skyldtes et influenzavirus (H1N1), der ligner den fugleinfluenza,
 der spredtes i Asien i begyndelsen af 2000'erne. Opdagelsen er gjort ved undersøgelser af lungevæv konserveret i formalin siden 1918. En normal menneskeinfluenza afviger på ca. 52 væsentlige genetiske punkter fra fugleinfluenza. Den spanske syge var kun tilpasset mennesker på 16 punkter; resten var fugleinfluenza-lignende.
Viruset H1N1 skabte en særlig stærk immunrespons. Hos unge, raske voksne kan et farligt virus aktivere immunsystemet så kraftigt, at kroppen ikke magter at dæmpe det igangsatte forsvar. I praksis er det immunsystemets reaktion, der dræber patienten.  Kroppen gik amok i en immunologisk reaktion, hvor inflammationen, fremkaldt af infektionen, blev så voldsom, at lungevævet blev ødelagt.
Influenzapandemien 2009 var også forårsaget af en fugleinfluenza type H1N1.